# Woodchucks de Bois-Guillaume
 (mars 2025).
Motif : absence de sources secondaires indépendantes pérennes et de qualité. Ce club sans aucune notoriété nationale n'a jamais participé au championnat de première division de ce sport considéré comme mineur en France, mineur par le nombre de licencié, mineur par les résultats de son haut niveau et mineur par son absence d'exposition médiatique.
- Archive Wikiwix
- Bing
- Cairn
- DuckDuckGo
- E. Universalis
- Gallica
- Google
- G. Books
- G. News
- G. Scholar
- Persée
- Qwant
- (zh) Baidu
- (ru) Yandex
- (wd) trouver des œuvres sur Wikidata

| 1. | Préciser le motif de la pose du bandeau. | Précisez le motif de la pose du bandeau en utilisant la syntaxe suivante : {{admissibilité à vérifier\|date=mars 2025\|motif=remplacez ce texte par le motif}}                                    |
| 2. | Informer les utilisateurs concernés.     | Pensez à avertir le créateur de l'article, par exemple, en insérant le code ci-dessous sur sa page de discussion : {{subst:avertissement admissibilité à vérifier\|Woodchucks de Bois-Guillaume}} |

 (février 2024).
Uniformes
Les Woodchucks de Bois-Guillaume était un club français de baseball fondé en 1985 et localisé à Bois-Guillaume, (Seine-Maritime). Le club a évolué en Championnat de France de Nationale 1 et les matches à domicile se jouaient au Parc des Cosmonautes.

## Histoire
Le club est fondé en 1985. En Nationale 2 en 1999, l’équipe senior accède au niveau supérieur en 2000 et y évolue jusqu’en 2004. Cette année-là, le club devient champion de France de Nationale 1 et accède à l’Élite où il joue en 2005 et 2006.
À l'issue de la saison 2006, le club choisit de descendre en N1 plutôt que de rester en Élite. Mais en juillet 2007, la mairie refuse de mettre un terrain à la disposition du club à la suite des plaintes du voisinage qui recevait des balles perdues. À la suite de ces complications, le club est dissous en 2010.

## Dirigeants
Liste des présidents du club :
- 1985-1987 : Morice Bruno
- 1987-1991 : Barnet Dominique
- 1991-1996 : Paturel Jean-Luc
- 1996-1997 : Mansuy M.
- 1997-2000 : Paturel François
- 2000-2004 : Coutu Eric
- 2005 : Benedek Yannick et Coutu Eric
- 2006 : Benoit Sylvain
- 2007 : Lamarre Patrice et Paturel Jean-Luc
- 2008 - 2009 : Paturel Jean-Luc